# Pedro Hernández Cabrón
Pedro Hernández Cabrón, també conegut com a Pedro Cabrón (Cadis-Cadis, c. 1496), d'ascendència genovesa, va ser un marí castellà que va participar Conquesta de les Illes Canàries al costat de Pedro de Vera i Alonso de Quintanilla.
Avui en dia es recorda el seu desembarcament a la platja del Cabrón a Agüimes (Gran Canària).
També va actuar al servei de la Corona d'Aragó al Setge de Nàpols (1494) pels turcs, cosa que li va valer el perdó pels seus actes de pirateria contra les costes aragoneses¿? Com a corsari al servei de Rodrigo Ponce de León, marquès de Cadis, va actuar contra la Corona Portuguesa. A la ciutat de Cadis va sustentar la regidoria, formant part del consell municipal fins a la seva mort.

## Biografia
Fill de Juan Cabrón, l'historiador Antón Solé diu que és «Genovès de raça i, al que sembla, portuari d'origen immediat». Apareix citat per primera vegada en les guerres de bandería que van afectar les cases nobiliàries andaluses dels Medina Sidonia i els Ponce de Leon, al 1473. Actua com a capità al servei dels d'Arcs. Segons les fonts, el 13 de març d'aquest any, juntament amb els capitans Juan Sánchez de Cadis i Juan suazo, atacarà Sanlúcar de Barrameda, on està ancorada una flota al servei del príncep Ferran el Catòlic disposada a recuperar Cadis per a la Corona castellana —en aquells moments, el poder de la ciutat recau en els Ponce de León. La flota del marquès es va avançar, aprofitant la negativa donada per Joan II de Castella per atacar Cadis, trobant-se totes dues a Sanlúcar. Després de la victòria, els vaixells de Ponce de León van continuar el seu avanç pel Guadalquivir, fondejant al riu. Error que va facilitar que les tropes del de Medina es reagrupessin i tallessin el seu retorn.

#### L'Arribada a Canàries
La seva feina com a corsari al serveis de les cases andaluses, va cridar l'atenció dels Reis Catòlics. Els monarques, al 1478, decideixen oderir-li el perdó real pels seus actes de pirateria i de corsari a canvi de disposar dels seus serveis en noves empreses. Les seves primeres activitats al servei de la Corona de Castella el portaren a les Illes Canàries.